# Diensdorf-Radlow
Diensdorf-Radlow est une commune de l’arrondissement d'Oder-Spree, au Brandebourg, en Allemagne.

## Démographie
En 2017, sa population était de 590 habitants.